# Alexandre de Abonútico
Alexandre de Abonútico ou de Abonotico (em grego clássico: Ἀλέξανδρος ὁ Ἀβωνοτειχίτης; romaniz.: Aléxandros ho Abōnoteichítēs; c. 105 − ca. 170), também chamado de Alexandre, o Paflagônio, ou o falso profeta Alexandre, foi um místico e oráculo grego, fundador do culto a Glycon, que alcançou grande popularidade no mundo romano por um breve período. O escritor contemporâneo Luciano relata que ele era uma fraude total — o deus Glycon era supostamente feito de uma cobra viva com uma cabeça artificial. A narrativa vívida de sua carreira dada por Luciano poderia ser considerada fictícia, não fosse pela corroboração de certas moedas dos imperadores Lúcio Vero e Marco Aurélio e de uma estátua de Alexandre, que, segundo Atenágoras, ficava no fórum de Pário, uma cidade grega em Mísia, no Helesponto. Há mais evidências em inscrições.
Luciano o descreve como tendo enganado muitas pessoas e se envolvido, por meio de seus seguidores, em várias formas de violência. A força do desprezo de Luciano contra Alexandre é atribuída ao ódio de Alexandre pelos epicuristas. Luciano admirava as obras de Epicuro, cujo elogio fúnebre conclui a obra, e, independentemente de Alexandre ter sido ou não o mestre da fraude e do engano, como retratado por Luciano, ele pode não ter sido muito diferente de outros oráculos da época, quando ocorria muita exploração desonesta em alguns santuários.

## Biografia

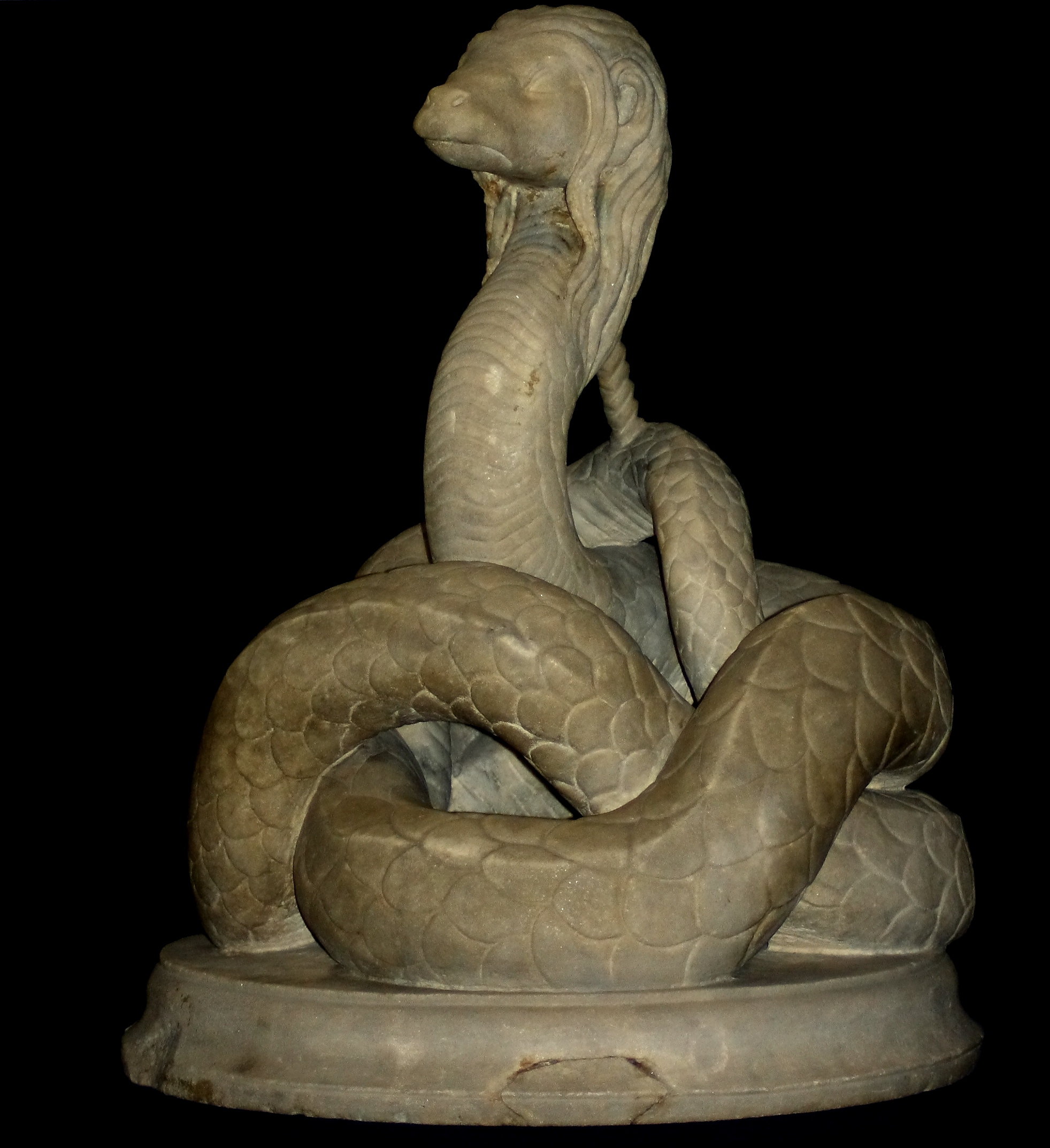
A estátua de Glycon, do final do século II. (Museu Nacional de História e Arqueologia, Constança, Romênia)

Não se sabe muito sobre o início da vida de Alexandre. Segundo o relato de Luciano, ele era de origem humilde, da Paflagônia, e está implícito que era de Abonútico ou da região circundante do Ponto. Luciano diz que, quando jovem, Alexandre trabalhou como prostituto, até que iniciou uma relação romântica e comercial com um de seus clientes, um mago que se gabava de ser discípulo de Apolônio de Tiana. Alexandre então acompanhou seu amante em suas viagens e aprendeu seu ofício; Luciano observa que, apesar de ser um charlatão, o mestre de Alexandre realmente lhe ensinou alguns conhecimentos farmacêuticos, que seriam no futuro úteis como meio de ganhar credibilidade. Após a morte de seu amante, sem meios para se sustentar, já que era muito velho para ganhar dinheiro com a prostituição (entende-se que ele estava no final da adolescência), Alexandre foi para Bizâncio, onde formou uma sociedade com um tal Coconas, descrito como poeta (a poesia era parte integrante das práticas encantatórias na Antiguidade Clássica). Alexandre e Coconas, após algum tempo trabalhando como magos itinerantes, decidiram estabelecer um novo oráculo na cidade natal de Alexandre, Abonútico (feminino: em grego clássico: Ἀβωνότειχος; mais tarde Ionópolis), no Euxino, onde ele ganhou riquezas e grande prestígio professando curar os doentes e revelar o futuro.
Algum tempo antes de 160 d.C., Alexandre formou um culto em torno da adoração de um novo deus-serpente, Glycon, e estabeleceu sua sede em Abonútico. Tendo espalhado uma profecia de que o filho de Apolo nasceria novamente, e conseguiu dar a impressão de que ele deveria ser encontrado nas fundações do templo de Esculápio, então em construção em Abonútico, um ovo no qual uma pequena cobra viva havia sido colocada. Em uma época de superstição nenhum povo tinha tanta reputação de credulidade quanto os paflagônios, e Alexandre não teve muita dificuldade em convencê-los da segunda vinda do deus sob o nome de Glycon. Uma grande cobra domesticada com uma cabeça humana falsa, enrolada no corpo de Alexandre enquanto ele estava sentado em um santuário no templo, dava “autofones”, ou oráculos não solicitados. As inúmeras perguntas feitas ao oráculo eram respondidas por Alexandre em previsões métricas. Diz-se que, em seu ano mais próspero, ele deu quase oitenta mil respostas, relativas a aflições físicas, mentais e sociais, pelas quais recebia uma dracma e dois óbolos.

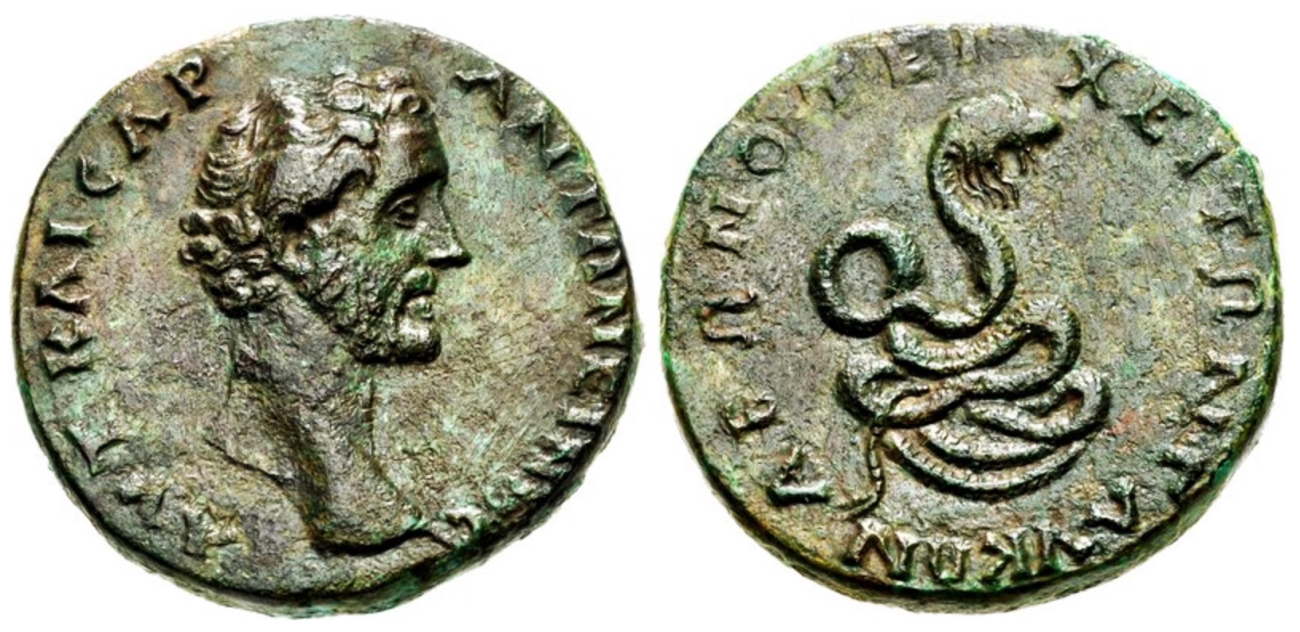
Moeda de bronze de Antonino Pio cunhada em Abonútico e mostrando o deus-serpente Glycon com a legenda "ΓΛVΚΩΝ ΑΒΩΝΟΤΕΙΧΕΙΤΩΝ" (29 mm, 16,89 g)

As instruções de cura eram comumente combinadas com oráculos, mas Alexandre fez mais do que isso: ele instituiu mistérios como os de Elêusis. Por meio do culto, Alexandre alcançou um certo nível de influência política — sua filha se casou com Públio Mummio Sisenna Rutiliano, governador da província romana da Ásia. Atraiu crentes do Ponto até Roma por meio de pretensas artes de adivinhação e magia e era reverenciado e consultado como profeta por muitas pessoas notáveis de sua época. Durante a peste de 166, um versículo do oráculo foi usado como amuleto e inscrito acima das portas das casas como proteção, e um oráculo foi enviado, a pedido de Marco Aurélio, por Alexandre ao exército romano no rio Danúbio durante a guerra contra os marcomanos, declarando que a vitória viria após o lançamento de dois leões vivos no rio. O resultado foi um grande desastre e Alexandre recorreu à velha questão do oráculo de Delfos para Creso para obter uma explicação.
Seus principais oponentes eram os epicuristas e os cristãos. Luciano relata que Alexandre tinha os cristãos e epicuristas, como seus inimigos especiais e como os principais objetos de seu ódio: os epicuristas tinham muito pouca religião ou superstição para se submeter a um pretendente religioso; e a fé cristã era muito enraizada para sonhar com qualquer comunhão com Alexandre.
As investigações minuciosas de Luciano sobre os métodos fraudulentos de Alexandre levaram a um atentado sério contra sua vida. Todo o relato dá uma descrição gráfica do funcionamento interno de um dos muitos novos oráculos que surgiram nesse período. Alexandre tinha uma beleza notável e a personalidade marcante do charlatão bem-sucedido, e deve ter sido um homem com consideráveis habilidades intelectuais e poder de organização. Seus métodos habituais eram os mesmos dos numerosos vendedores de oráculos da época, dos quais Luciano faz um relato detalhado: a abertura de perguntas seladas com agulhas aquecidas, um plano engenhoso para falsificar selos quebrados e respostas vagas ou sem sentido a perguntadas difíceis, juntamente com uma lucrativa chantagem daqueles cujas perguntas eram comprometedoras.
Alexandre morreu de gangrena na perna, complicada por miíase, aos setenta anos.

## Estudos modernos
Os estudiosos descreveram Alexandre como um oráculo que perpetrou uma fraude para enganar os cidadãos crédulos, ou como um falso profeta, e charlatão que se aproveitou das esperanças das pessoas simples. Diz-se que ele “fez previsões, descobriu escravos fugitivos, detectou ladrões e assaltantes, fez com que tesouros fossem desenterrados, curou os doentes e, em alguns casos, ressuscitou realmente os mortos”. O sociólogo Stephen A. Kent, em um estudo do texto, compara o Alexandre de Luciano ao “narcisista maligno” da teoria da psiquiátrica moderna, e sugere que os “comportamentos” descritos por Luciano “têm paralelos com vários líderes de cultos modernos”. Ian Freckelton observou pelo menos uma semelhança superficial entre Alexandre e David Berg, líder de um grupo religioso contemporâneo, os Meninos de Deus.
O ocultista Alan Moore, em seu livro The Moon and Serpent Bumper Book of Magic, detalha e discute Alexandre longamente. Em seu livro, ele expressa muitas dúvidas sobre o relato de Luciano e afirma que considera Alexandre a figura mais importante da tradição ocultista ocidental em toda a história.